# Ecoduct Kalverbosch
Het Ecoduct Kalverbosch is een ecoduct over de Nederlandse A2 tussen Meerssen en Bunde. Het ecoduct ligt alleen over de noordwaarts gaande rijstroken omdat hier de noordwaarts en zuidwaarts gaande rijstroken ongeveer 150 meter uit elkaar liggen. Ten westen van het ecoduct is er nog een tweede viaduct, het Ecoduct Bunderbosch. Het ecoduct verbindt het natuurgebied Kalverbosch aan de oostzijde van de snelweg met het Bunderbos aan de westzijde.
Het ecoduct ligt op de Kruisberg in het zuidwesten van het Centraal Plateau.

## Geschiedenis
Sinds de opening in 1962 van het snelwegtraject tussen Meerssen en Beek vormde de A2 een barrière tussen de natuurgebieden aan weerszijden van de snelweg. Dieren in het ene leefgebied konden niet meer in het leefgebied aan de andere kant van de weg komen.
Toen in 2011-2016 het gebied van de A2 in Maastricht werd verbouwd en de Koning Willem-Alexandertunnel werd aangelegd, besloten het Ministerie van Infrastructuur en Milieu en de gemeente Maastricht om ten noorden van Maastricht de barrièrewerking van snelweg op te heffen en gaven opdracht voor de aanleg van twee ecoducten. In oktober 2010 werd begonnen met de bouw van het viaduct om de versnippering van het leefgebied te verminderen.
In september 2013 werd het ecoduct geopend.

## Constructie
Het ecoduct is gebouwd met 1500 kubieke meter beton met een gewicht van ongeveer 4000 ton en ter overbrugging zijn er 21 liggers gebruikt en twee randliggers.